# Scorpaenodes arenai
Scorpaenodes arenai és una espècie de peix pertanyent a la família dels escorpènids.

## Descripció
- Fa 11 cm de llargària màxima (normalment, en fa 8).[5][6]

## Hàbitat
És un peix marí, demersal i de clima subtropical.

## Distribució geogràfica
Es troba a les illes Açores i l'estret de Messina (Itàlia).

## Observacions
És inofensiu per als humans.